# Gimcheon Sangmu FC
Gimcheon Sangmu Football Club (kor. 김천 상무 FC), klub piłkarski z Korei Południowej, z miasta Sangju, występujący w K League 1 (1. liga).

## Sukcesy
- K League 2
  - mistrzostwo (2): 2013, 2015

## Stadion
Domowe mecze klub rozgrywa na stadionie Sangju Civic Stadium, który może pomieścić 15042 widzów.

## Skład na sezon 2018
| Nr | Poz. | Piłkarz        |
| -- | ---- | -------------- |
| 1  | BR   | Kwon Tae-an    |
| 2  | OB   | Kim Young-bin  |
| 7  | NA   | Shim Dong-woon |
| 12 | OB   | Gwon Wan-gyu   |
| 13 | OB   | Kim Min-woo    |
| 14 | PO   | Yoon Bit-garam |
| 15 | PO   | Sin Chang-moo  |
| 16 | PO   | Jo Soo-chul    |
| 18 | NA   | Song Soo-young |
| 23 | PO   | Lee Sang-hyeob |
| 24 | OB   | Lee Tae-hee    |
| 25 | NA   | Kim Kyung-jung |
| 27 | OB   | Baek Dong-kyu  |
| 28 | OB   | Cha Young-hwan |
| 30 | NA   | Kim Byung-oh   |

| Nr | Poz. | Piłkarz        |
| -- | ---- | -------------- |
| 32 | NA   | Kim Gun-hee    |
| 34 | NA   | Song Si-woo    |
| 35 | NA   | Park Yong-ji   |
| 36 | PO   | Lee Ho-seok    |
| 37 | PO   | Lee Kyu-seong  |
| 38 | PO   | Jang Eun-kyu   |
| 39 | OB   | Ko Tae-won     |
| 40 | OB   | Park Dae-han   |
| 41 | BR   | Yoon Bo-sang   |
| 42 | PO   | Ahn Jin-beom   |
| 43 | OB   | Kim Kyung-jae  |
| 44 | OB   | Ma Sang-hoon   |
| 45 | PO   | Bae Shin-young |
| 46 | OB   | Lee Min-ki     |
| 47 | OB   | Ahn Se-hee     |